# Tamara A. Moskalenko
Tamara A. Moskalenko (Tamara Aleksandrovna) est une paléontologue russe.
En 1970, elle décrit les espèces de conodontes Curtognathus cristatus et C. elegans.
En 1973, elle décrit le genre de conodontes Acanthodina, ainsi que plusieurs espèces du genre.

## Publications
- (bs) Moskalenko T.A., 1970. Konodonty krivoluckogo jarusa (srednij ordovik) sibirskog platformy (Les conodontes de l'Ordovicien moyen de la plate-forme Sibérienne).
- Moskalenko T.A., 1973. Conodonts of the Middle and Upper Ordovician of the Siberian Platform. Rossiiskaya Akademiya Nauk Sibirskoe Otdelenie Trudy Instituta Geologii i Geofiziki, 137, pages 7-141.
- Dzik J. & Moskalenko T.A., 2016. Problematic scale-like fossils from the Ordovician of Siberia with possible affinities to vertebrates. Neues Jahrbuch für Geologie und Paläontologie - Abhandlungen, 279(3), pages 251–260, DOI 10.1127/njgpa/2016/0553.